# Gambit wołżański
Gambit wołżański (w literaturze anglojęzycznej gambit Benko) – wariant obrony Benoni oznaczony kodami ECO od A57 do 59, powstający po posunięciach:
1.d4 Sf6 2.c4 c5 3.d5 b5!?
Wbrew nazwie do gry nie wprowadził go Pál Benkő, który jednak wzbogacił go szeregiem nowych idei pod koniec lat 60. XX wieku. Nazwa „gambit wołżański” pochodzi z 1946, kiedy to rosyjski szachista Boris Argunow, z Kujbyszewa nad Wołgą, opublikował analizy gambitu. W rzeczywistości po raz pierwszy zastosował to otwarcie Rudolf Spielmann przeciw Akibie Rubinsteinowi na turnieju w Wiedniu w 1922 i, mimo że partię przegrał, nowy sposób gry szybko zaczął zdobywać popularność.
Podstawowa idea strategiczna gambitu wołżańskiego polega na tym, aby za cenę piona otworzyć linie a i b dla swoich ciężkich figur, wspieranych przez fianchetto królewskiego gońca czarnych oraz oba skoczki.
Białe, ze swej strony, zmierzają do utrzymania i realizacji przewagi materialnej, zarówno na drodze uproszczeń jak i odpowiednio wspartego marszu piona na linii a, który może być bardzo groźny dla czarnych.
Podstawowym wariantem gry białych jest przyjęcie gambitowego pionka (4.c:b5 a6 5.b:a6 G:a6). Innymi możliwościami są 5.Sc3, 5.f3, 5.e3 lub 5.b6 (posunięcie zaproponowane przez Aleksieja Szyrowa; wariant ten jest w chwili obecnej najgroźniejszą bronią białych przeciw gambitowi wołżańskiemu).
Białe mogą także odrzucić gambit posunięciami 4.Sf3, 4.Hc2 i 4.a4 (jak grał Rubinstein przeciw Spielmannowi). Warianty te jednak nie są uważane za groźne dla czarnych.
Gambit wołżański uważany jest za pełnowartościowy i stosują go niekiedy nawet czołowi arcymistrzowie świata.

## Wybrana literatura
- Pal Benko (1974), The Benko Gambit, Batsford
- Eduard Gufeld (1988), Benko Gambit, Batsford, ISBN 978-0-7134-5592-2
- Eduard Gufeld (1988), Benko Gambit Accepted, Simon & Schuster, ISBN 978-0-02-043281-4
- John Fedorowicz (1990), The Complete Benko Gambit, Summit, ISBN 978-0-945806-14-1
- Vaidyanathan Ravikumar (1992), Play the Benko Gambit, Cadogan, ISBN 978-1-85744-014-0
- Neil McDonald (2004), Benko Gambit Revealed, Batsford, ISBN 978-0-7134-8868-5
- Jan Piński (2005), The Benko Gambit, Quality Chess, ISBN 978-91-975243-8-4